# Centro Internacional de Innovación Deportiva en el Medio Natural
El Centro Internacional de Innovación Deportiva en el Medio Natural, conocido también como El Anillo, es un proyecto deportivo y recreativo ubicado en la comunidad autónoma de Extremadura (España). Se trata de una serie de instalaciones específicas para la práctica, formación, investigación y desarrollo de distintas disciplinas deportivas en un entorno natural de gran valor. El centro fue inaugurado el 22 de marzo de 2011.
Es una iniciativa de la Consejería de los Jóvenes y del Deporte de la Junta de Extremadura, en cooperación con el Consejo Superior de Deportes (CSD).

## Ubicación
El Anillo se encuentra en el límite de los términos municipales de Guijo de Granadilla y Zarza de Granadilla (provincia de Cáceres), sobre una pequeña península en la margen oriental del embalse de Gabriel y Galán, a 20 km al norte de Plasencia. De esta ciudad se llega al centro deportivo siguiendo la A-66 con rumbo norte y después cogiendo la salida que enlaza con la carretera intercomarcal EX-205, en dirección oeste.

## Arquitectura
El Centro consiste en un edificio central en forma de anillo, de allí su nombre, que sirve para la formación teórica y experimental deportiva; de un par de edificios adyacentes,  para albergar a los usuarios y visitantes, y de los diferentes espacios exteriores, hechos para la práctica y competición deportiva. El conjunto fue diseñado por el arquitecto extremeño José María Sánchez García.
El edificio es una estructura en forma de anillo circular de 200 m de diámetro que destaca arquitectónicamente por su estilo vanguardista y minimalista. Desde su interior se tiene una vista general de todas las instalaciones exteriores. Para su construcción se dio preferencia a un desarrollo sostenible y armónico con el medio ambiente circundante. El área útil del edificio es de aproximadamente 5000 m², repartidos en aulas, laboratorios y salas de presentación.
Los espacios exteriores se extienden por toda la península en un área de 240.000 m² y cuentan con las instalaciones adecuadas para la práctica de diferentes deportes terrestres y acuáticos.

### Instalaciones
- Aulas de formación
- Auditorio y sala de presentación
- Biblioteca y mediateca
- Laboratorios para la experimentación y desarrollo de nuevos materiales deportivos
- Cafetería y comedor
- Residencia para usuarios y visitantes
- Espacios exteriores para la práctica y competición en diferentes disciplinas deportivas: campo a través o cross, ciclismo de montaña, natación en aguas abiertas, piragüismo, remo, triatlón, vela, entre otras.